# تيري إروين
تيري إروين (بالإنجليزية: Terri Irwin) هي أحيائية وعالمة حيوان ومقدمة تلفزيونية وسيدة أعمال وداعية بيئية أمريكية-أسترالية، ولدت في 20 يوليو 1964 في مدينة يوجين بولاية أوريغون في الولايات المتحدة.
التقت إروين بعالم الأحياء ستيف إروين أثناء قيامها بجولة سياحية على منشآت إعادة تأهيل الحيوانات البرية عام 1991، والد ستيف إروين هو مؤسس حديقة حيوان أستراليا الواقعة بولاية كوينزلاند الأسترالية. تزوج الأثنان عام 1992 ونجحا معًا في سلسلة الوثائقيات التلفزيونية الطبيعية غير التقليدية المسماة «صائد التمساح»، والسلاسل التالية هي «ملفات التمساح» وسلسلة «يوميات صائد التمساح». أنجبا طفلين هما بيندي وروبرت، توفي ستيف إروين عام 2006. حصلت تيري على الجنسية الأسترالية عام 2006.

## حياتها

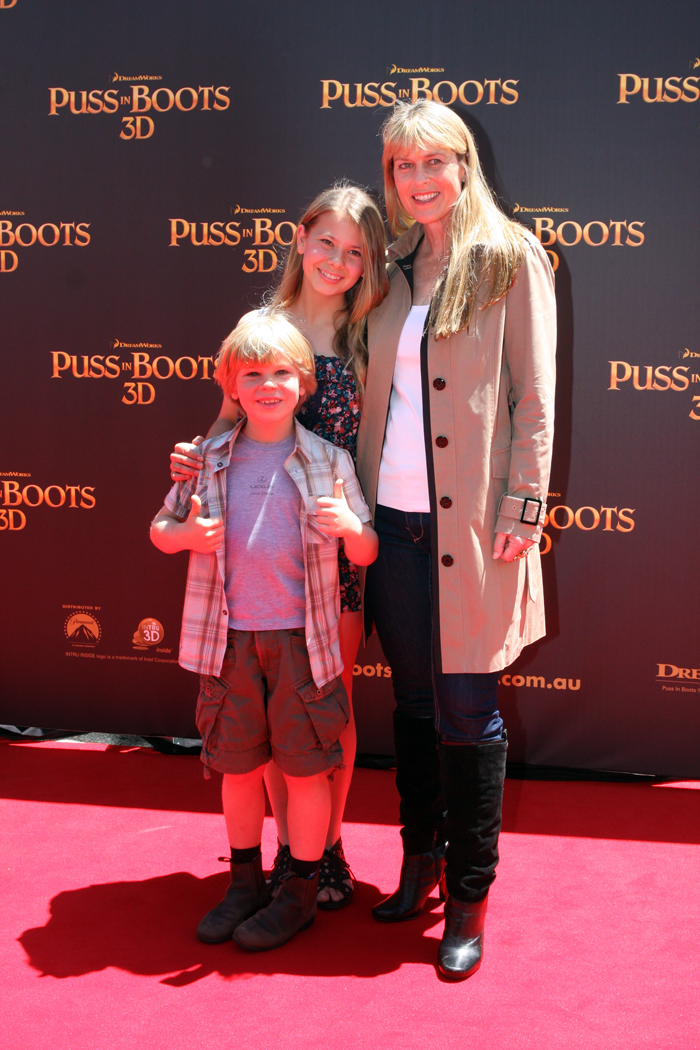
روبرت وبيندي إروين

ولدت تيري رينز في مدينة يوجين التابعة لولاية أوريغون في الولايات المتحدة، وهي الأصغر بين أخواتها الثلاث، وكان والداها كليرينس وجودي رينز ناشطان في مجال حماية البيئة. انفصل والداها عام 2014.
تقول تيري عن طفولتها: «كنا أنا وأصدقائي أبناء الطبيعة بحق، نمضي الصيف على الدراجات نجوب متنزه ألتون بيكر أو نتنزه في سبينسر بوت ونأمل بإلقاء نظرة خاطفة على أفاعي الجلجلة الخجولة التي تسعى إلى اللجوء إلى جرف صخري، ونمضي الشتاء آملين بسقوط الثلوج على وادي ويلاميت».
كان لعائلتها باع طويل في أعمال الشحن، ولطالما كان والدها يحضر حيوانات مصابة يجدها أثناء عمله في الطرقات فغرس ذلك فيها منذ طفولتها التزامًا دائمًا بالعمل لإنقاذ الحيوانات البرية. بالإضافة إلى عملها في أشغال العائلة، أنشأت عام 1986 منشأة باسم كوجار كنتري، هدفها إعادة تدريب ومن ثم إطلاق الثدييات المفترسة كالثعالب والراكون والدببة وحيوانات الوشق الأحمر وأسود الجبال إلى البرية. وفي وقت قصير بدأت تستقبل المنشأة 300 حيوان سنويًا.

## سيرتها المهنية
ألتحقت إروين بمشفى طوارئ بيطري عام 1989 وعملت كفنّيّة بيطرية لتكتسب المزيد من المعرفة في مجال رعاية ودعم مختلف الحيوانات. كانت حياتها حافلة بالأشغال، فكانت تساعد والدها في إدارة شؤون العمل وتعتني بالحيوانات في منشئتها «كوغار كانتري» وتعمل بالمشفى البيطري إضافة إلى امتلاكها 15 قطة وعدة طيور وكلب.
سافرت إلى أستراليا عام 1991 والتقت بستيف إروين خلال زيارتها لمنشآت إعادة تأهيل الحيوانات. والد ستيف هو مؤسس «حديقة حيوان أستراليا» بكوينزلاند وكان اسمها «متنزه الزواحف والحيوانات الإقليمية في بيرواه».
يقول ستيف لاحقًا: «كان حبًا من النظرة الأولى» تلاه «عاصفة من الغراميات» فكانت الخطوبة بعد 4 أشهر وتزوجا بعد ثمانية أشهر في يوم 4 يوليو عام 1992 في يوجين بولاية أوريغون الأمريكية.
صور الاثنان أول وثائقي تلفزيوني في شهر العسل وأصبحت اللقطات التي صورها جون ستينتون أولى حلقات سلسلة «صائد التمساح» وقد لاقت هذه سلسلة فيما بعد نجاحًا ملحوظًا في الولايات المتحدة.
استقر الزوجان في أستراليا بعد زفافهما بفترة وجيزة، وبهذا هجرت تيري مشروعها «كوغار كانتري» في الولايات المتحدة، ولكنها كانت شريكة ستيف في مغامرات الحياة البرية والعروض التلفزيونية، وآمنت بقدرتها على تقديم الكثير من الدعم والعمل للحفاظ على الحياة البرية.
بالإضافة إلى برنامجيهما التلفزيونيين الشهيرين اللذين عُرضا على تلفزيون «أنيمال بلانيت» في الولايات المتحدة، فقد أصدرت عائلة إروين عام 2002 الفيلم الروائي «صائد التمساح: مسار تصادمي». ظهرت تيري وستيف وبيندي في فيلم «ذا فيغلز: فيغلي سافاري» عام 2002.
أنجبت عائلة إروين ولدين: الابنة بيندي سو (مواليد 24 يوليو 1998)، والابن روبرت كليرينس (مواليد 1 ديسمبر 2003). تحدثت تيري عن زواجها وعملها مع زوجها ستيف في مقابلة أجرتها قبل ولادة طفلها الثاني: «نحن لا نشرب الكحول ولا ندخن ونعيش بحب وسعادة. إننا نحب طفلتنا الصغيرة، ونعود إلى بعضنا ليلًا ونؤمن بعملنا. لو كانت لزوجي مهنة خطرة ولم أكن معه، فسأسأله عند عودته: كيف كان قسم الشرطة اليوم؟ هل أصابعك سليمة اليوم؟ كان هذا ليخفيني، سأكون عندها ضابطة شرطة وسأعمل معه، لا أستطيع فعل ذلك».

## حياتها الشخصية

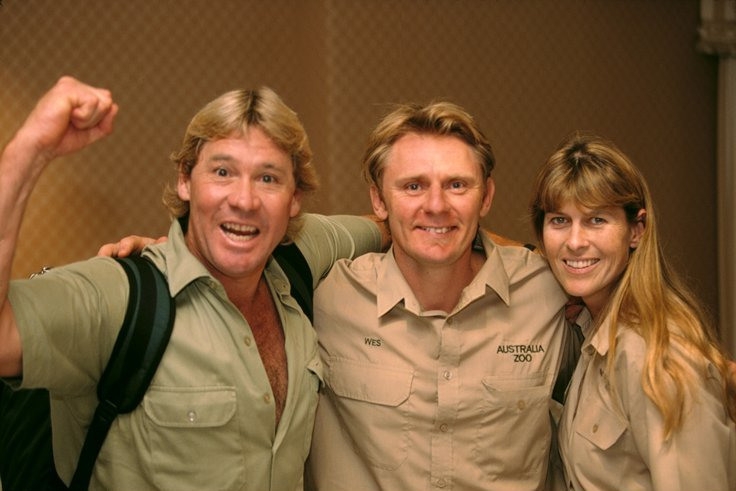
تيري (على اليمين) وستيف إروين (على اليسار) مع صديق العائلة المقرب ويس مانيسون (في الوسط)

قابلت ستيف إروين في أستراليا عام 1991. وتزوج الاثنان في مسقط رأسها بأوريغون عام 1992 قبل أن يعودا للعيش في أستراليا.
كانت تيري وأولادها في رحلة إلى جبل كرادل في جزيرة تاسمانيا صباح يوم 4 سبتمبر عام 2006 عندما مات زوجها بعد مصارعته لأذيات قلبية سببتها طعنة صدرية من سمكة رقيطة قصيرة الذيل حين كان يصور وثائقيًا تحت الماء في شعاب بات المرجانية بالقرب من بلدة بورت دوغلاس في ولاية كوينزلاند الأسترالية.
في أول تصريحاتها بعد وفاة زوجها، أعلنت إروين عن إقامة حفل تأبيني في يوم 20 سبتمبر 2006 في «حديقة حيوان أستراليا» في كوينزلاند وأنه سيكون مفتوحًا للعموم، وعلى الراغبين بالحضور التبرع بمبلغ مادي لصندوق «محاربي الحياة البرية». أُقيمت الحفل في «كروكوزيوم» وهو عبارة عن مدرج في الهواء الطلق يتسع لـ5500 مقعد بناه ستيف في «حديقة حيوان أستراليا» واختارتها تيري دون أي مكان آخر، وشكرت الذين تمنوا لها أمنيات طيبة على «حبهم المتدفق والغامر ودعمهم وصلواتهم للعائلة». بدت تيري حزينة فلم تتكلم خلال مراسم الحفل وبقيت مع ابنها روبرت، وتحدثت ابنتها بيندي عن حبها لوالدها ولقيت تصفيقًا حارًا.
بثَّت الشبكة التاسعة الأسترالية بعد عدة أيام مقابلة أجراها مقدم البرامج والصحفي راي مارتن مع إروين بتاريخ 27 سبتمبر في الثامنة والنصف مساءً. قالت تيري خلال المقابلة: «سأجعل حديقة حيوان أستراليا أكبر، سأجعلها أكبر لأني وعدت بذلك». أجرت باربرا والترز لقاءً مع إروين في برنامج «ذا فيو» بُثّ يوم 27 سبتمبر في الولايات المتحدة.
دُعيت إروين إلى قاعة ألبرت الملكية في 31 أكتوبر عام 2006 للمشاركة بتكريم السير ديفيد أتينبارا ومنحه جائزة التقدير الخاصة في حفل جوائز التلفزيون الوطني البريطاني.
عندما صعدت المسرح لقيت تصفيقًا حارًا وقاومت الدموع، وأظهرت الكاميرا نجم «نيبرز» ألان فليتشر وهو يقاوم الدموع أيضًا. قالت إروين إن أتينبارا كان ملهمًا عظيمًا لزوجها: «إن كان هناك شخص واحد ألهمه بشكل مباشر غير والده فهو الشخص الذي نكرمه اليوم، لقد كانت المحافظة على البيئة الحب الحقيقي الصادق لستيف، وتأثير مستلم الجائزة اليوم في الحفاظ على العالم الطبيعي كان تأثيرًا هائلًا». أظهر أتيبارا بالمثل التقدير لستيف لكونه علّم الناس الكثير عن العالم الطبيعي قائلًا: «لقد علمهم مدى روعة وإثارة هذا العالم الطبيعي، لقد كان يجيد التواصل مع الآخرين». نشرت تيري في عام 2007 مذكرة «ماي ستيف» عن علاقتها بستيف وزواجها منه.
في الثالث من يناير 2007 سُلّمت إلى تيري اللقطات المصورة من الحادثة التي أدت إلى وفاة زوجها، وقالت تيري إن هذه اللقطات لن تظهر للعامة إطلاقًا وعائلتها لم ترها أيضًا. في مقابلة في 11 يناير 2007 صرحت تيري عن إتلاف جميع اللقطات. أعلن والد ستيف إروين بوب في 2 مارس 2008 عن استقالته من حديقة حيوان أستراليا التي أسسها ليحافظ على حلم ابنه حيًا، ومن ملكية أخرى مع زوجته، وشكر طاقم العمل على مساعداتهم دون ذكر تيري. في الوقت عينه قوضيت حديقة حيوان أستراليا بمبلغ 2.5 مليون دولار من قبل وكالة تحصيل ديون وأُسقطت الدعوى بتسوية خارج المحكمة. في مقابلة عام 2018 أخبرت تيري مجلة «بيبول» أنها لم تواعد أي شخص منذ وفاة زوجها. «هناك دومًا فرصة للعثور على الحب من جديد وهذا أمر رائع، لكني حصلت على نهايتي السعيدة وأنا بخير».

## المواطنة
تيري مواطنة أمريكية بالولادة وحصلت على الجنسية الأسترالية بتاريخ 15 نوفمبر عام 2009 تكريمًا لزوجها ستيف إروين، عقدت مراسم التجنيس في حديقة حيوان أستراليا في يوم الاحتفال بستيف إروين في مدرج «كروكوسيوم».

## دعمها للحفاظ على البيئة
عبَّرت إروين عن دعمها لمجموعة راعي البحر للحماية وكانت حاضرة في إطلاق إحدى سفن المنظمة التي سُميت تيمنًا بزوجها.
وقعت عام 2008 على برنامج بحثي لثلاث سنوات بالتعاون مع حديقة حيوان أستراليا لدعم معهد الثدييات البحرية بولاية أوريغون بالولايات المتحدة، ممولةً مشروعين بقيمة 250 ألف دولار أمريكي للأبحاث حول الحيتان الحدباء.
وقالت تيري: «معرفتنا بالحيتان هي جزء من صورة أكبر، فمحيطاتنا في خطر وكلما زادت الأبحاث التي نملكها عن الحيتان زادت معرفتنا، وبالتالي زادت قدرتنا على المساعدة لنحمي ونحافظ على محيطاتنا الحساسة».

## التكريم
في عام 2006 تلقت إروين وسام أستراليا الفخري لعملها في الحفاظ على الحياة البرية وإفادتها للسياحة. يعطى الوسام الفخري لغير الأستراليين، وأصبح وسامًا تامًا بعد أن أصبحت إروين مواطنة أسترالية.
فازت إروين بجائزة كوينزلاند تيلسترا لسيدات الأعمال.
قُلّدت الدكتوراه الفخرية من جامعة كوينزلاند لعملها في المحافظة على البيئة ودعمها للأبحاث عالية الجودة. في 2014 كانت إروين الأخيرة في قائمة أهم شخصيات أستراليا للعام.

## السلاسل الوثائقية
- صائد التمساح 1997-2004 سلسة منتظمة
- ملفات التمساح 1999-2001 سلسة منتظمة
- صائد التمساح: مسار تصادمي 2002 فيلم كوميدي
- ذا فيغلز: فيغلي سافاري 2002
- يوميات صائد التمساح 2002-2006 سلسلة منتظمة
- القصة الأسترالية 2003-2007 حلقتان
- والدي صائد التمساح 2007 وثائقي تلفزيوني

أ* خطر كائنات المحيط 2007 وثائقي تلفزيوني
- قرصان البيئة: قصة بول واتسون 2011 وثائقي تلفزيوني
- الكنغر 2017 وثائقي تلفزيوني
- مرحى! إنهم عائلة إروين 2018 سلسة منتظمة

## الكتب
- تيري وستيف إروين، صائد التمساح: الحياة المثيرة ومغامرات ستيف وتيري إروين عام 2002
- تيري إروين، ماي ستيف 2007

## وصلات خارجية
- تيري إروين على موقع IMDb (الإنجليزية)
- تيري إروين على موقع ميوزك برينز (الإنجليزية)
- تيري إروين على موقع ديسكوغز (الإنجليزية)
- تيري إروين على موقع قاعدة بيانات الفيلم (الإنجليزية)
- تيري إروين على موقع كينوبويسك (الروسية)
- الملف الشخصي على موقع Animal Planet (بالإنجليزية)